# Gloriosul 1 iunie
Gloriosul 1 iunie (sau A treia bătălie de la Ushant sau Bătălia din 13 prerial anul 2 sau Lupta din Prerial) a fost o bătălie navală între Marea Britanie și Franța revoluționară, în care navele britanice au încercat sa oprească un convoi de nave venind din SUA către Franța.
Atât Marea Britanie cât și Franța au susținut că au ieșit învingătoare: Marea Britanie prin a captura sau scufunda șapte nave franceze fără a pierde nicio navă proprie iar Franța pentru că acest convoi de nave de importanță vitală a trecut cu bine Atlanticul și a ajuns în Franța fără pierderi semnificative. Cele două flote au fost atât lăudate cât și criticate în țările lor de baștină — critica fiind îndreptată către acei căpitani care nu prea au contribuit la bătălie. Flota britanică ajunsă în Spithead a fost onorată cu vizita Regelui George al III-lea și a întregii familii regale.